# Retrato de Lady Meux

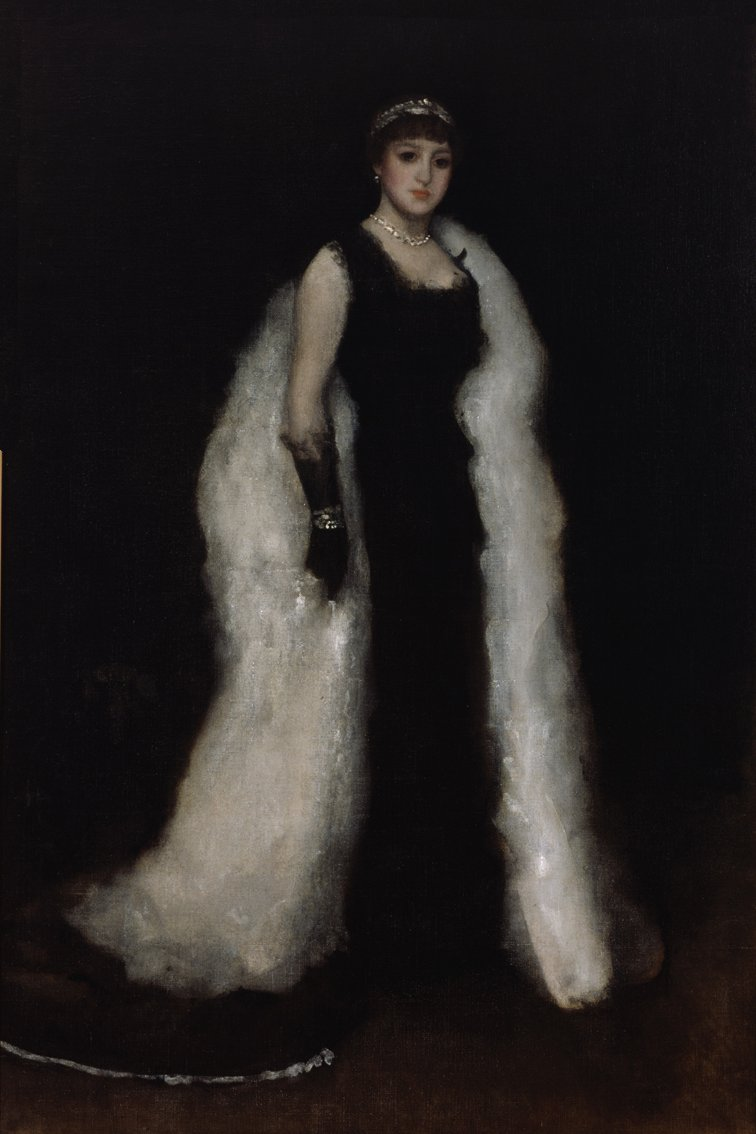
Arreglo en negro, No. 5 (Retrato de Lady Meux), Museo de Arte de Honolulu.

Retrato de Lady Meux es el nombre dado a varios retratos de cuerpo entero de James McNeill Whistler. Valerie Susan Meux, de soltera Langdon, (1847-1910) fue una socialité victoriana y esposa del cervecero londinense Sir Henry Meux (pronunciado "Mews"). Afirmó haber sido actriz, pero aparentemente estuvo en el escenario solo una temporada. Se cree que en realidad conoció a Sir Henry en el Casino de Venise en Holborn, donde trabajaba como camarera y prostituta que tocaba el banjo bajo el nombre de Val Reece.
James McNeill Whistler fue un expatriado estadounidense y uno de los retratistas más destacados de su época. Sin embargo, el artista había quebrado en 1879, a raíz de su demanda contra el crítico John Ruskin.
En 1881, Lady Meux le ofreció a Whistler su primera comisión importante después de la quiebra. Su retrato de cuerpo entero, conocido como Arreglo en negro, No. 5 (Retrato de Lady Meux) ahora cuelga en el Museo de Arte de Honolulu. La muestra con un vestido de noche negro con un largo abrigo de piel blanca, tiara de diamantes, collar de diamantes y pulsera de diamantes. Según se informa, la pintura fue elogiada por Eduardo VII del Reino Unido (entonces Príncipe de Gales) y la princesa Alejandra, cuando la vieron en el estudio del artista. La pintura también se exhibió en el Salón de París de 1882, donde fue recibida con entusiasmo.

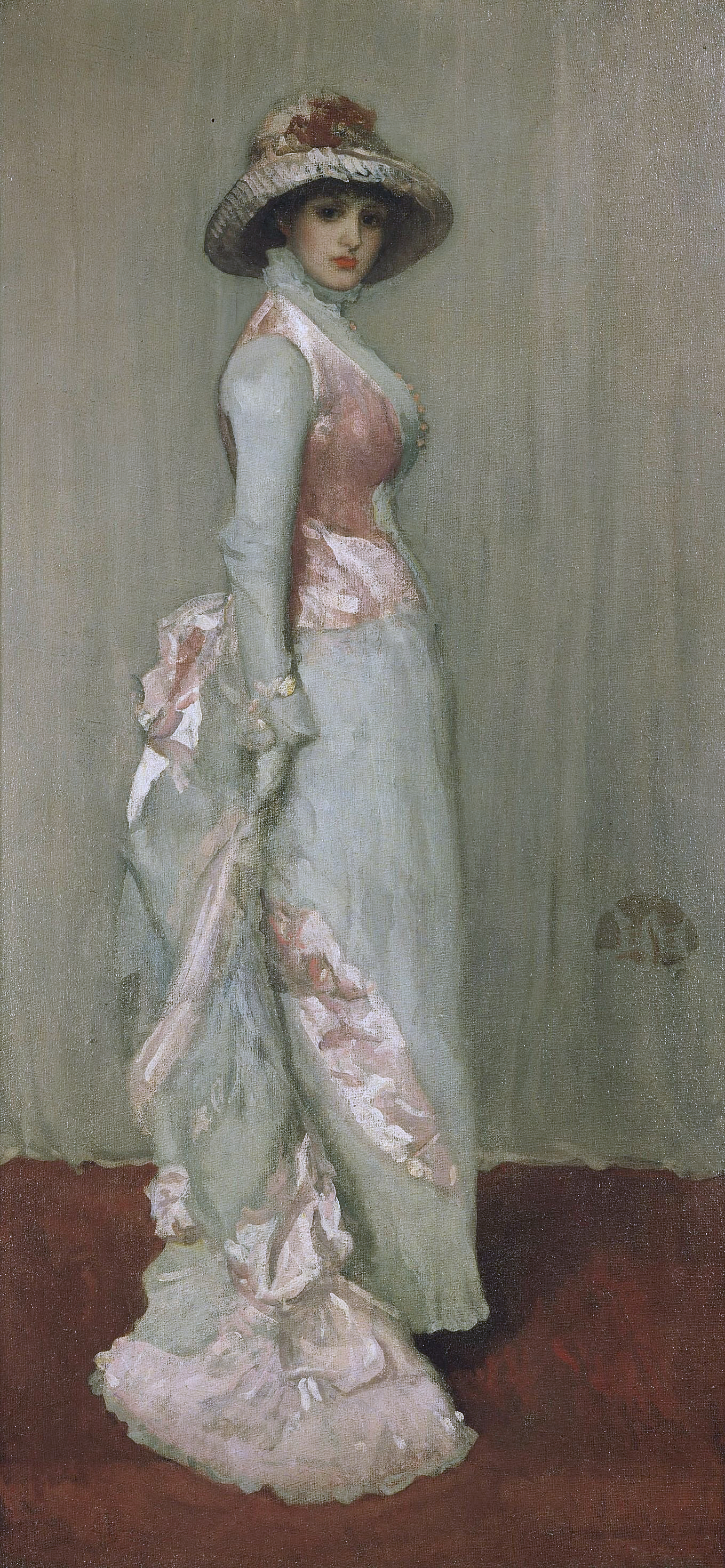
Armonía en rosa y gris (Retrato de Lady Meux), Colección Frick.

Whistler pintó un segundo retrato de Lady Meux en 1881 llamado Armonía en rosa y gris (Retrato de Lady Meux) que pertenece a la Colección Frick en la ciudad de Nueva York. Este retrato de cuerpo entero la muestra de pie en un escenario ante un telón de color gris rosado, en una clara alusión a su supuesta carrera escénica. Lleva un vestido de día gris claro adornado con satén rosa. El emblema de la mariposa que Whistler usó como firma está en el lado derecho de la pintura, un poco por debajo del centro. Whistler asignó títulos a muchas de sus pinturas con términos como "arreglo" y "armonía", que pueden interpretarse como musicales o abstractos.
Una tercera pintura conocida como Retrato de Lady Meux con pieles también se inició en 1881 y la mostraba de cuerpo entero con un largo abrigo de piel con un manguito a juego. Este lienzo probablemente fue destruido por el artista tras una disputa con la modelo, sin embargo, existe una fotografía del mismo en los Archivos de Whistler, Universidad de Glasgow, Escocia. Tanto la pintura de Honolulu como la pintura destruida pertenecen a una serie de “retratos negros”, pinturas que Whistler ejecutó en varias etapas de su carrera en una paleta dominada por el color negro.

## Otras imágenes de la serie

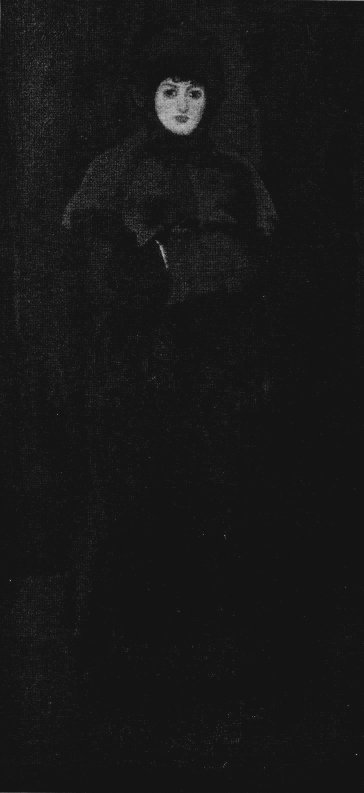
Retrato de Lady Meux  con pieles, fotografía de la pintura al óleo perdida.
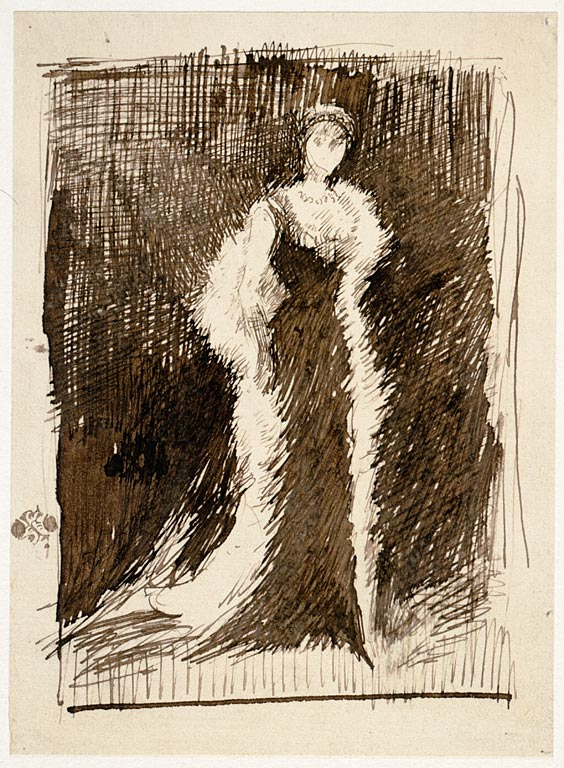
Boceto de Arreglo en negro, No. 5 (Retrato de Lady Meux), dibujo en tinta marrón de James McNeill Whistler, c. 1881.